# Irlando Danieli
Irlando Danieli (Lanzo d'Intelvi, 4 novembre 1944) è un compositore, librettista, scrittore docente italiano.

## Biografia
Dopo gli studi classici, si diploma in Composizione al Conservatorio G. Verdi di Milano con Franco Donatoni. Compositore attivo in campo internazionale, docente di Composizione presso il Conservatorio di Milano e di Tecniche compositive modali e tonali al Biennio di specializzazione in Musicologia (Laurea Magistrale in Scienze della Musica e dello Spettacolo) dell’Università Statale di Milano della stessa città.

Già assistente musicale e direttore sostituto alla RAI durante gli anni di studio, ha svolto e svolge attività di direttore, musicologo, critico, scrittore, recensore e conferenziere. Figura singolare di compositore è spesso autore dei testi dei suoi lavori. Conoscitore dei classici (dalle origini al Novecento) oltre che dei contemporanei, è naturalmente erede della tradizione occidentale, ma nelle sue opere utilizza spesso espressioni musicali delle culture extraeuropee. I suoi lavori rivelano anche il peculiare interesse e la cura che rivolge alla vocalità.

Ha vinto o si è distinto in importanti concorsi, tra i quali si citano: Prix de Monaco, Gaudeamus, Guido d'Arezzo, Stockhausen Prize (ex aequo con N. Castiglioni e F. Battiato), Franchino Gaffurio, Premio Internazionale Myrta Gabardi ("Una vita per la musica, una musica per la vita", 2014).
Le sue opere sono state eseguite in rassegne, festival e stagioni internazionali, fra i quali: "Musica, macchine... magia" (Milano, Piccolo Teatro), "Festival Internazionale di Musica elettronica" (Milano, Ansaldo, 1990-1991), "Akyoshidai International Contemporary Music Seminar" (Hiroshima, 1991-1992), "Musica Rara" (1997), "L'Europa dei Compositori", "Novurgia" e "Milanocosa" (dal 1995 al 2005), Stagione 1993 e 2006 del Teatro alla Scala, Amici del Loggione del Teatro alla Scala (2010, 2013, 2014), Teatro della Pieve (Lugano, 1997 e 2014), Concerti di Primavera (Budapest 1995; Stoccolma, Uppsala, Innsbruck, 2014). Il 15 febbraio 2014, nella giornata milanese in onore del Cardinale Carlo Maria Martini, si è tenuto nel Duomo di Milano il concerto In principio ora e sempre la Parola. Ispirate ad alcuni brani di commento alla Scrittura dello stesso Cardinale Martini, le musiche del concerto erano di Danieli e i testi di Carla Bettinelli. 
Collaborando con la poetessa morbegnese Gisella Passarelli ha musicato "Valle mia valle (Ode alla Valtellina)": nella prima versione del 1986 — eseguita a Morbegno il 6 giugno 1987 — come opera corale a cappella, rielaborata in seguito (2013) per coro misto e orchestra, eseguita anch'essa a Morbegno il 17 ottobre 2015.

Dalla collaborazione con la citata poetessa scaturiscono anche il progetto per un balletto ("Da ogni parte il cielo") e la raccolta "Tre poesie di Gisella": tre composizioni musicate per soprano e pianoforte.

## Discografia
- Pianto de la Madonna, disco Eco 622 C, 1978.
- Pianto de la Madonna [Donna de Paradiso], video (versione originale per coro femminile), 2012
- Interrotte speranze, disco Eco 622 C, 1978.
- Donna de Paradiso, CD allegato alla rivista "Suono" n.209, 1990.
- Ninne nanne di Vivian, testi di Vivian Lamarque, CD Edipan 3035 st., 1992.
- Laudes Mariae – Mystère, CD Sarx Records SX 005-2 (DDD), 1994; ristampa 1998. Monografico.
- Laudes Mariae – Mystère, DVD, 1994; Monografico
- Aeternae rerum conditor e Veris carmen, CD Rugginenti, 1997. Monografico.
- Elis für Elis, CD Antes Concerto LC 7985 ("Giulio Tampalini Contemporary Guitar"), 1997.
- La fontana e Icaro, CD Limen classic & contemporary - C001 ("C. Langella clarinetto solo"), 1997.
- Splendor – Canto dell'Aurora, CD Musica Rara, 1998.
- Canto del Mar Rosso, CD n.4, dei 10 CD allegati alla "Enciclopedia Italiana dei Compositori Contemporanei", a cura di R. Cresti, Pagano Ed. 1999-2000.
- Il Tempo di Bethleem - una sacra rappresentazione nell'anno 2000, VHF, PIMEdit Onlus, 2000. Monografico.
- Il Tempo di Bethleem - una sacra rappresentazione nell'anno 2000, DVD, 2000. Monografico.
- Il Tempo di Bethleem, CD Sarx Records ANG 97050-2 (DDD), 2001. Monografico.
- Tre poesie di Gisella - per voce e pianoforte, Casa Musicale Sozogno, 2003
- Alba, CD allegato al vol. "7 parole del mondo contemporaneo", Milanocosa Progetti, ExCogita Editore, 2005.
- Missa Comacina (Il cammino di un giorno, il cammino dei secoli), 2007, M. Passafaro Creation
- Al Dio Ignoto [Paolo messaggero di Dio], DVD Videozone, 2009. Monografico.
- Ioanne Angelo, un segno di Dio, DVD Creative Production, 2011. Monografico.
- Anemos, Soffio di vita – opera di musica e poesia in cinque quadri, DVD Espansione TV, 2013. Monografico.
- Undae Temporis (Onde del Tempo – Time Waves), 6 brani elettronici per il video di D. Nicolamarino presentato al convegno su Black Light Art (La luce che colora il buio), inseriti nel CD “colonna sonora” della mostra (Milano, Palazzo della Regione Lombardia, maggio-giugno 2017; Pinacoteca Civica di Como, giugno 2018)
- Ode agli abitatori di un albero abbattuto, nel CD Ode an die Rhapsodie del duo Kermani-Gentili, GENUIN classics, Leipzig, 2018.
- Musicosìa, Anima Mundi, 2023.